# Перманов Курбан
Курбан Перманов (1 липня 1909, аул Корджоу Асхабадського повіту Закаспійської області, тепер Туркменістан — 15 червня 1969, місто Ашхабад, тепер Ашгабад, Туркменістан) — туркменський радянський партійний діяч, 2-й секретар ЦК КП(б) Туркменії. Депутат Верховної ради Туркменської РСР 1—5-го скликань.

## Біографія
У серпні 1925 — червні 1928 року — учень школи фабрично-заводського учнівства імені Плеханова в місті Твері.
З липня 1928 до серпня 1929 року працював на фабриці «Пролетарка» в Твері.
Член ВКП(б) з 1929 року.
З серпня 1929 до січня 1930 року працював робітником на Ашхабадській текстильній фабриці Туркменської РСР. У січні — вересні 1930 року — завідувач культурного сектору фабричного комітету Ашхабадської текстильної фабрики.
У вересні 1930 — серпні 1931 року — слухач Середньо-Азійської профспілкової школи в Ташкенті.
У серпні 1931 — березні 1932 року — заступник завідувача організаційного відділу Середньо-Азійського крайового комітету профспілки робітників бавовняно-паперової промисловості СРСР у місті Ташкенті.
У березні 1932 — березні 1933 року — голова Туркменського комітету профспілки робітників бавовняно-паперової промисловості СРСР.
У березні 1933 — січні 1934 року — завідувач організаційного відділу Туркменської ради профспілок.
У січні — липні 1934 року — завідувач відділу виробництва та заробітної плати Туркменської ради профспілок.
У липні 1934 — червні 1935 року — інструктор Ашхабадського міського комітету КП(б) Туркменії.
У червні 1935 — лютому 1936 року — заступник голови Туркменської ради профспілок.
У лютому 1936 — травні 1937 року — 2-й секретар Чарджоуського районного комітету КП(б) Туркменії.
У травні — грудні 1937 року — інструктор ЦК КП(б) Туркменії.
У грудні 1937 — листопаді 1939 року — 1-й секретар Марийського районного комітету КП(б) Туркменії.
У листопаді 1939 — березні 1940 року — 1-й секретар Марийського обласного комітету КП(б) Туркменії.
17 березня 1940 — 28 листопада 1941 року — секретар ЦК КП(б) Туркменії з пропаганди та агітації.
28 листопада 1941 — 17 лютого 1945 року — 2-й секретар ЦК КП(б) Туркменії.
Одночасно 26 січня 1942 — 10 вересня 1945 року — голова Верховної ради Туркменської РСР.
У грудні 1944 — січні 1947 року — слухач Вищої школи партійних організаторів (Вищої партійної школи) при ЦК ВКП(б) у Москві.
У січні — серпні 1947 року — заступник секретаря ЦК КП(б) Туркменії з промисловості та транспорту.
У серпні 1947 — грудні 1953 року — 1-й секретар Чарджоуського обласного комітету КП(б) Туркменії.
У жовтні 1953 — січні 1955 року — слухач Курсів перепідготовки при ЦК КПРС у Москві.
20 лютого 1955 — 1 червня 1957 року — міністр промисловості м'ясних та молочних продуктів Туркменської РСР.
1 червня 1957 — 20 лютого 1963 року — начальник Управління харчової промисловості Ради народного господарства Туркменського адміністративного економічного району.
З березня 1963 року — персональний пенсіонер у Ашхабаді.
Помер 15 червня 1969 року в місті Ашхабаді.

## Нагороди та відзнаки
- два ордени Леніна (23.11.1939, .12.1944)
- два ордени Трудового Червоного Прапора (1950, 14.02.1957)
- медалі